# Rivière La Sorbie
Rivière La Sorbie är ett vattendrag i Kanada.   Det ligger i provinsen Québec, i den östra delen av landet, 600 km nordost om huvudstaden Ottawa. Rivière La Sorbie ligger vid sjön Lac La Sorbière.
I omgivningarna runt Rivière La Sorbie växer i huvudsak blandskog. Trakten runt Rivière La Sorbie är nära nog obefolkad, med mindre än två invånare per kvadratkilometer.